# Jacques-Pierre de Taffanel
Jacques-Pierre de Taffanel markiz de La Jonquière (ur. 18 kwietnia 1685 koło Albi, zm. 17 marca 1752 w Quebecu) – francuski admirał i gubernator generalny Nowej Francji w latach 1749–1752.
Wstąpił do marynarki w wieku 12 lat i jako jej oficer brał udział m.in. w słynnym rajdzie Duguay-Trouina na Rio de Janeiro w 1711 roku, a w bitwie pod Tulonem w 1744 r. był szefem sztabu wiceadmrała de La Bruyère. W roku 1746 został mianowany kontradmirałem (Lieutanant-ġénéral) i gubernatorem Nowej Francji, jednak w czasie podróży do Kanady, blisko brzegów Nowej Szkocji flotylla francuska została rozproszona przez sztorm. Przytłoczony niepowodzeniem dowódca eskadry ks. d’Anville padł rażony apopleksją, a zastępujący go d’Estourmel zachorował na febrę, tak że La Jonquière przejął dowodzenie. Gdy jednak i on napotkał silne i przeciwne wiatry oraz otrzymał wieści o pojawieniu się floty brytyjskiej postanowił wracaċ do kraju. Kiedy osiągnął Brest szkorbut i ospa wspólnie z wcześniejszymi wypadkami tej nieszczęsnej ekspedycji pochłonęły łącznie 2861 marynarzy (40% załóg), więcej niż jakakolwiek bitwa morska Wojny o sukcesję austriacką. Powrót do kraju pozwolił jednak markizowi wziąć udział w bitwie u Finisterre, gdzie dowodząc flotą francuską niezwykle zręcznie i dzielnie przeciwstawiał się przeważającemu Ansonowi, co uratowało większość żaglowców osłanianego przez niego konwoju. Ostatecznie musiał on jednak ulec liczebnej przewadze wroga, i ranny dostał się do brytyjskiej niewoli. W tej sytuacji gubernatorem Nowej Francji został Rolland-Michel Barrin.
Taffanel przebywał ponad dwa lata uwięziony w Londynie i przybył do Quebecu, by ostatecznie objąć swój urząd dopiero 15 sierpnia 1749. Rozszerzył granice kolonii na zachód, i generalnie zdobył sobie opinię dobrego i energicznego administratora. Jednocześnie jednak wprowadził monopol na handel futrami, na którego czele sam stanął. W krótkim czasie dorobił się olbrzymiego majątku 300 tysięcy franków, ale ściągnęło to na niego oskarżenia o korupcję.
Umarł 17 marca 1752 w kolonii. Został pochowany w kościele l’église des Récollets obok swych wielkich poprzedników Frontenaca, Callière i Vaudreuila.
Był bez wątpienia odważnym i zręcznym oficerem marynarki, który w swoim życiu wziął udział w 29 kampaniach i 9 bitwach, oraz administratorem energicznym, zaradnym i rzeczywiście przejętym interesami kolonii. Niestety, bardzo lubił pieniądze, co doprowadziło go do prowadzenia podejrzanych interesów.